# 千早晶子
千早 晶子（ちはや あきこ、1908年9月27日 - ?）は、日本の女優。

## 経歴
本名、折部房枝として、大阪市の天満錦屋町に生まれる。
松竹楽劇部（後のOSK日本歌劇団）に入り、1926年4月の第1回「春のおどり」にも出演した。
その後、映画界に移り、1927年から1949年にかけて、合わせておよそ90本ほどの映画に出演した。
当時は林長二郎と名乗っていた長谷川一夫との共演作品で知られ、1936年には、出演作品の多数を監督した衣笠貞之助と結婚した。

## おもなフィルモグラフィ
- 1927年：駕籠（監督：衣笠貞之助）[5]

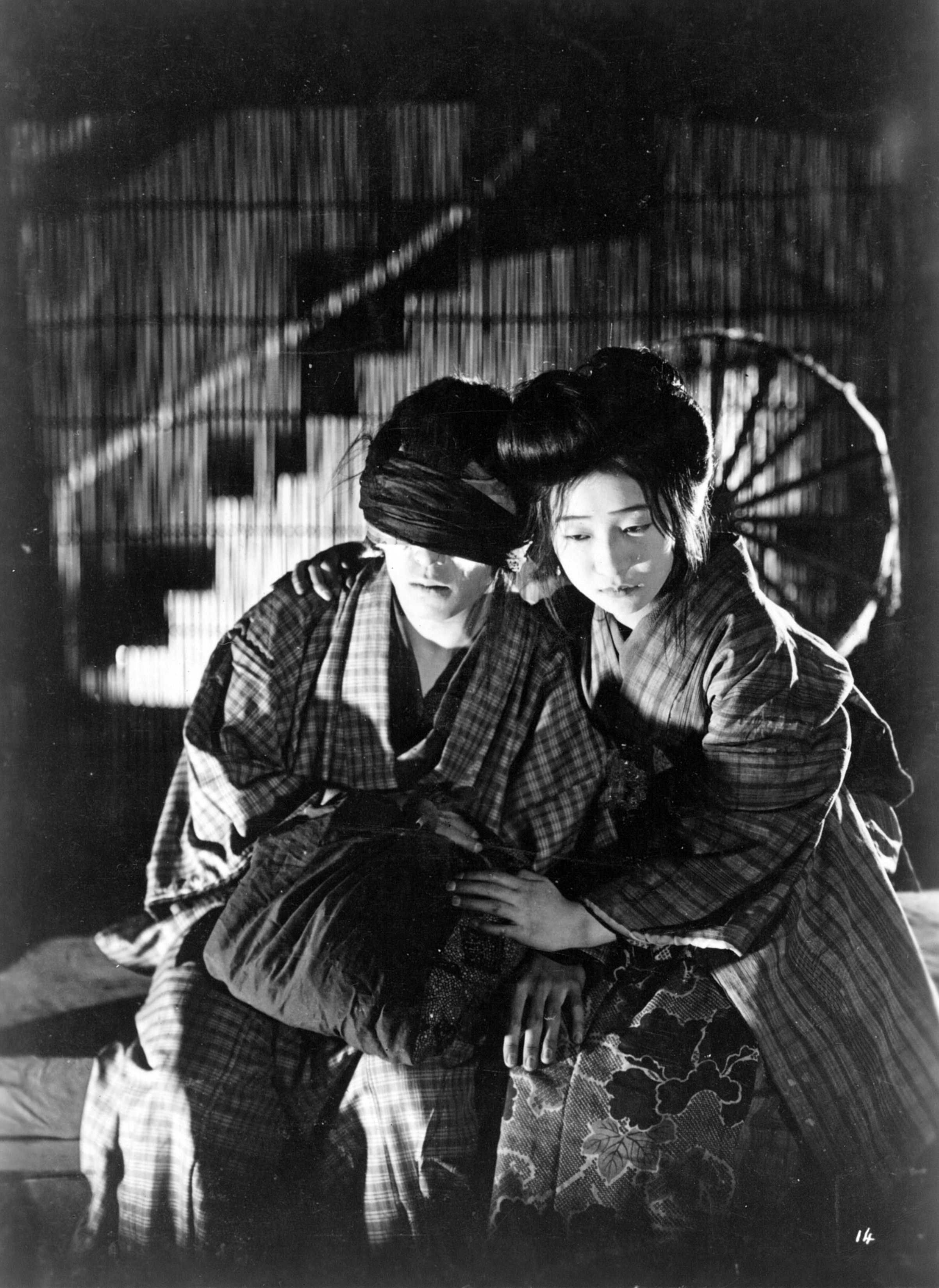
『十字路』（1928年）の阪東寿之助と千早晶子。

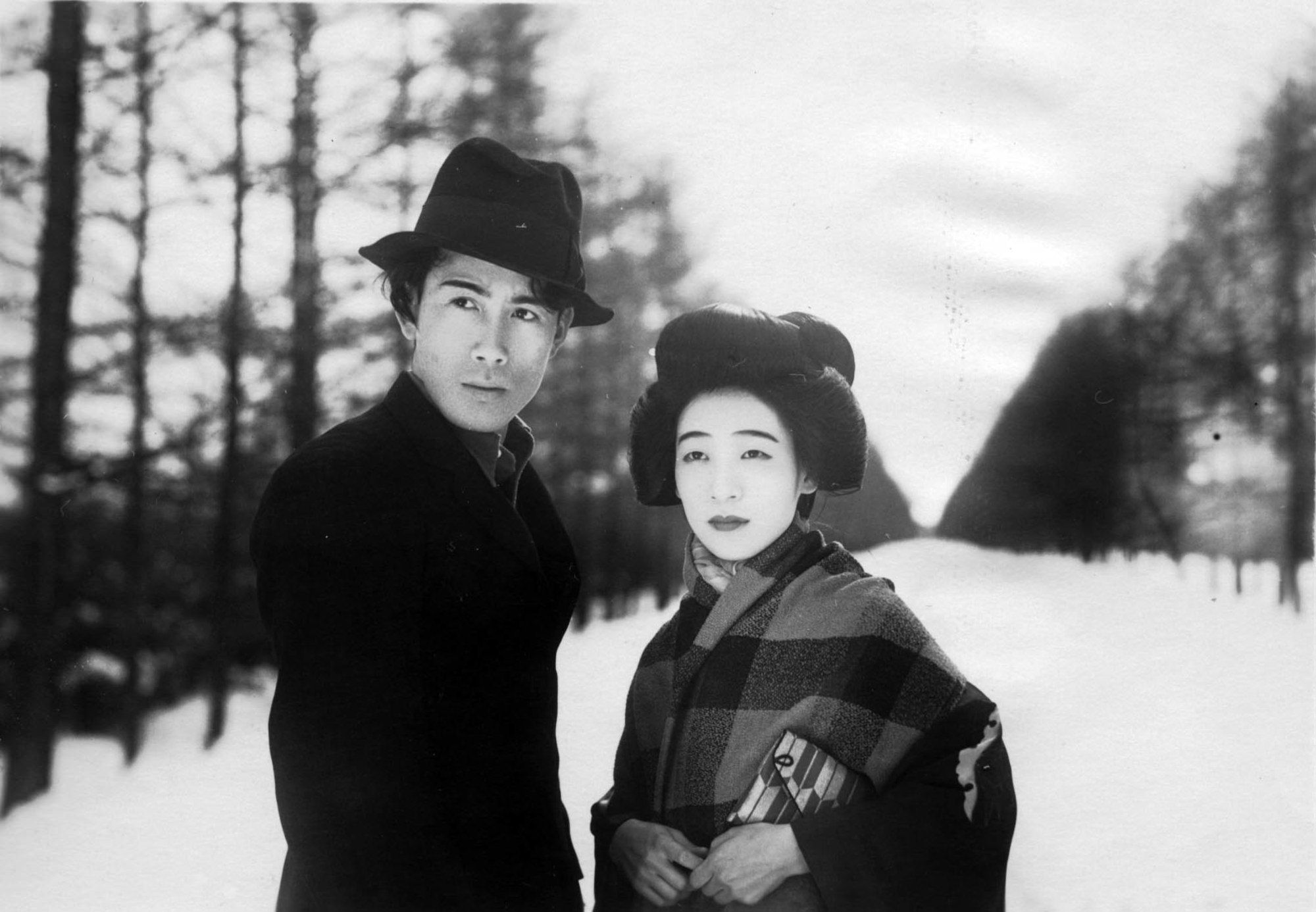
『泣き濡れた春の女よ』（1933年）の小倉繁と千早晶子。

- 1927年：鬼あざみ（監督：衣笠貞之助）- おひかり
- 1927年：勤王時代（監督：衣笠貞之助）
- 1927年：板割浅太郎（監督：犬塚稔）
- 1927年：女夫星（監督：衣笠貞之助）[6]
- 1927年：御用船（監督：衣笠貞之助）[7]
- 1927年：暁の勇士（監督：衣笠貞之助）[8]
- 1927年：月下の狂刃（監督：衣笠貞之助）[9]
- 1928年：風雲城史（監督：山崎藤江）- お蘭の方・千草[10]
- 1928年：弁天小僧（監督：衣笠貞之助）- おつた
- 1928年：京洛秘帖（監督：衣笠貞之助）
- 1928年：海国記（監督：衣笠貞之助）- おひで
- 1928年：十字路（監督：衣笠貞之助）- 姉：おきく
- 1929年：貝殻一平 前篇（監督：井上金太郎）
- 1930年：森蘭丸（監督：星哲六）
- 1930年：剣道見世物師（監督：井上金太郎）
- 1930年：かたわ雛（監督：井上金太郎）
- 1931年：黎明以前（監督：衣笠貞之助）
- 1932年：忠臣蔵 前篇 赤穂京の巻（監督：衣笠貞之助）- 勝田妻 光
- 1932年：忠臣蔵 後篇 江戸の巻（監督：衣笠貞之助）- 勝田妻 光
- 1933年：泣き濡れた春の女よ（監督：清水宏）- おふじ
- 1935年：雪之丞変化 第一篇（監督：衣笠貞之助）- 浪路
- 1935年：雪之丞変化 第二篇（監督：衣笠貞之助）- 浪路
- 1936年：雪之丞変化 解決篇（監督：衣笠貞之助）- 浪路
- 1949年：薔薇はなぜ紅い（監督：大曾根辰夫）- 母 露子[11]